# Fugloy

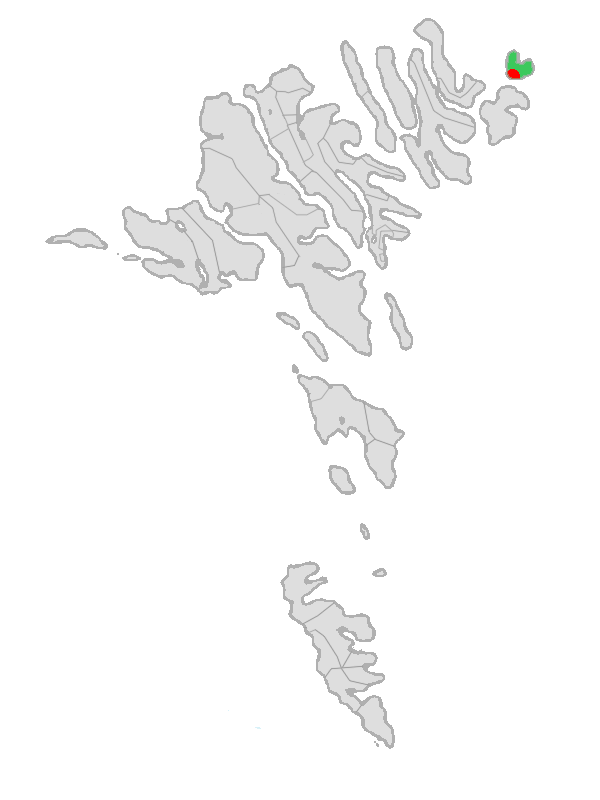
Fugloy no mapa das Ilhas Faroés.

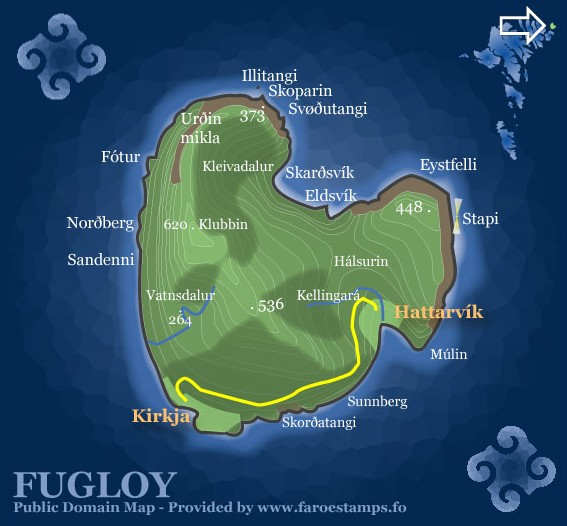
Mapa topográfico de Fugloy.

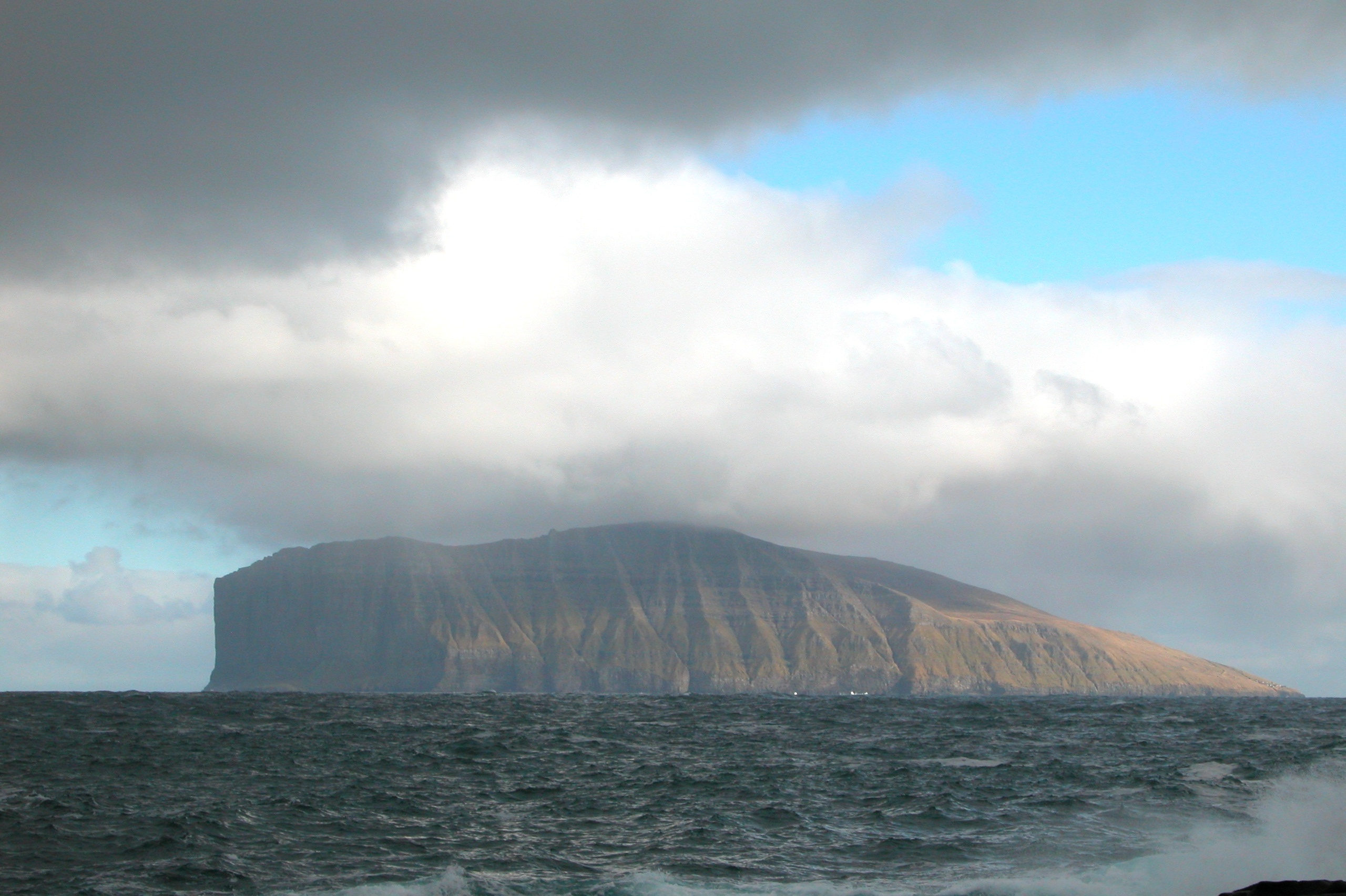
Fugloy vista a partir de Viðareiði.

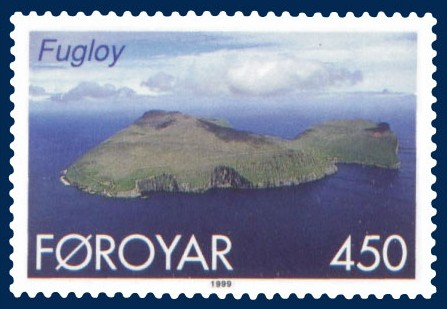
Kirkja vista de sul.

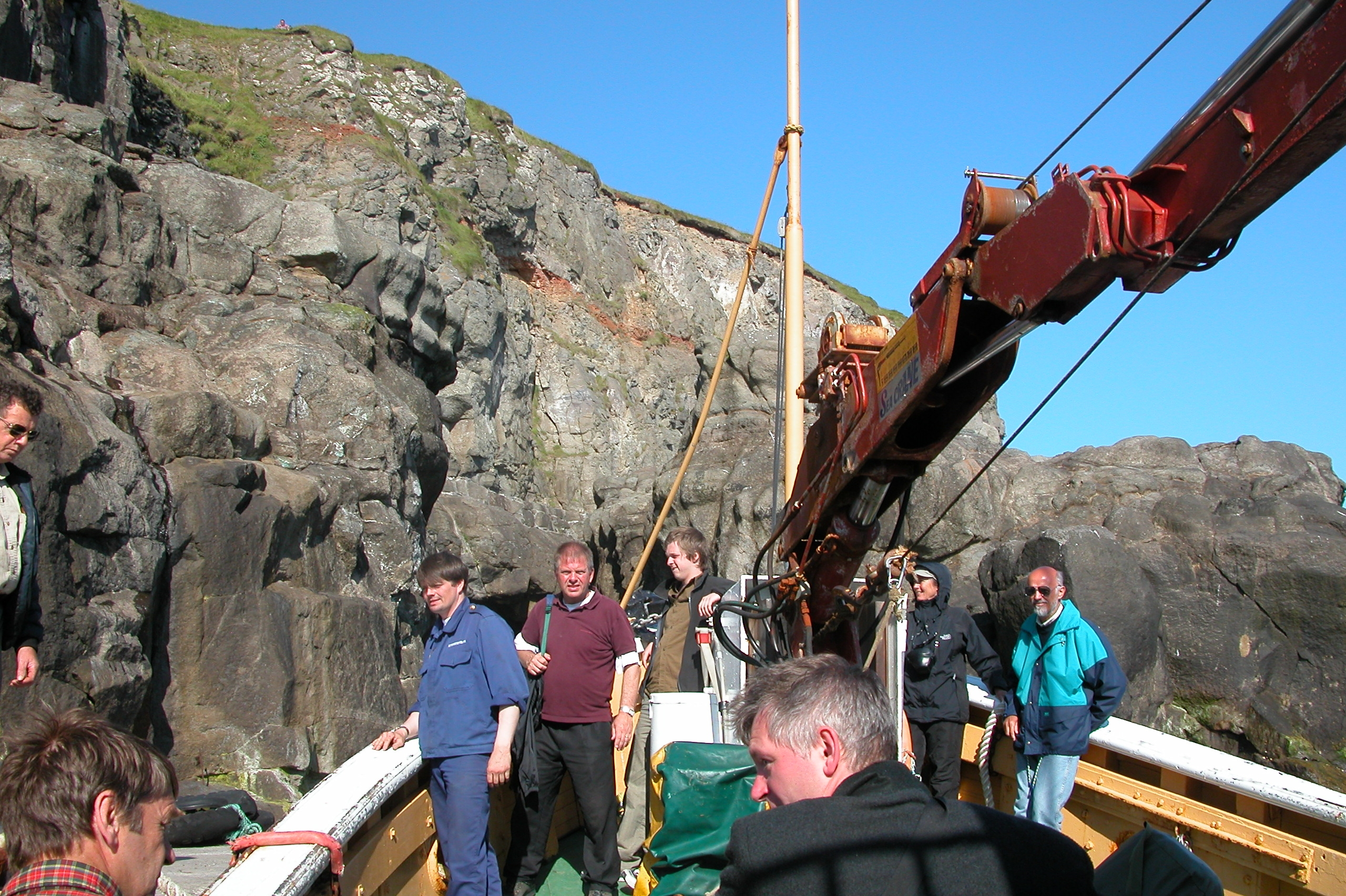
O barco dos correios junto a Kirkja.

Fugloy (em Dinamarquês Fuglø) é a mais oriental das Ilhas Faroés, ficando situada na região das ilhas do norte. O seu nome significa ilha das aves.
Possui uma área de 11,2 km² e é habitada por cerca de 30 pessoas, com uma densidade populacional abaixo dos 4 habitantes/km².
A maior montanha eleva-se aos 621 metros de altitude, sendo denominada Klubbin. Possui apenas dois picos de montanhas.
Pertence à comuna de Fugloyar e possui apenas duas povoações: Hattarvík, com cerca de 5 habitantes e Kirkja, com cerca de 28 habitantes.
Fugloy é a mais pequena das ilhas do norte. O barco dos correios oriundo de Hvannasund desloca-se duas vezes por dia a Fugloy e à vizinha Svínoy. Três vezes por semana chega o helicóptero da Atlantic Airways.

## História e futuro
A ilha é habitada desde do tempo dos viquingues. A fraca utilização dos portos marítimos das duas povoações impede o desenvolvimento económico. Hattarvík tem apenas 5 habitantes e Kirkja guarda incerteza quanto ao futuro.
O partlamento das ilhas aprovou uma lei nos anos 60 para que Fugloy tivesse electricidade. Nos anos 80, foi estabelecida a rota de helicóptero entre Kirkja e Hattarvík.

## Turismo
Existe a possibilidade de viajar no barco dos correios até Kirkja. Os passageiros podem durante apenas alguns segundos saltar para terra e vislumbrá-la.
Como o nome indica, existem inúmeras possibilidades para os amantes das aves. Também é possível contemplar vistas panorâmicas para as ilhas vizinhas, assim como para a natureza intensa.

## Mitos e lendas
Existem muitos mitos sobre Fugloy.
O mais importante, datando do século XV, é o que descreve os homens do rebanho, floksmenn, um grupo de separatistas medievais, que vivia em Hattarvík. Os mais notórios destes separatistas eram os bandidos (assim designados pela delegação governamental dinamarquesa em Tórshavn) "Høgni Nev", "Rógvi Skel" e "Hálvdan Úlvsson" que, em conjunto com "Sjúrður við Kellingará", vizinha povoação de Kirkja, tiranizaram e controlaram parcialmente a região norte das Ilhas Faroés. Este é um dos mitos separatistas mais antigos das ilhas e a moral principal da história é que Sjúrður við Kellingará foi instigado a seguir a linha de Hálvdan Úlvsson e seus companheiros, que eram na realidade mais criminosos que separatistas nobres. Todos foram condenados à morte, apesar de Sjúrður ter recebido a amnistia. Ainda assim, não conseguiu suportar os crimes que todos haviam cometido e pediu para ser morto com os outros.
Durante muitos anos, havia a certeza de que Fugloy era, na realidade, uma ilha flutuante, semelhante à mítica ilha de Delos, o que lhe concedeu uma aura mágica e misteriosa durante muitos anos.
Já no século XX, a ilha testemunhou o afundamento do barco a vapor britânico S.S. Sauternes, a 7 de Dezembro de 1941.